# 조창재
조창재(1943년 10월 10일~)는 대한민국의 다이빙 선수로, 1964년 하계 올림픽에 참가했다.